# 河雲栄樹
河雲 栄樹（かわくも えいき、1985年6月12日 - ）は、日本の元男子バレーボール選手。

## 来歴
静岡県焼津市出身。
順天堂大学在学中にVプレミアリーグの東レアローズの内定選手になり、大学卒業後の2008年に地元静岡県の東レに入団した。在籍時には、東レ所属の日本人選手の中では最長身のミドルブロッカーであった。
前年に手術した怪我の回復度の関係から、2011年4月1日をもって引退し、社業に専念することとなった。

## 所属チーム
- 清水商業高校
- 順天堂大学
- 東レアローズ（2008-2011年）